# Shift (toets)

De positie van de Shift-toets op een standaard internationaal toetsenbord

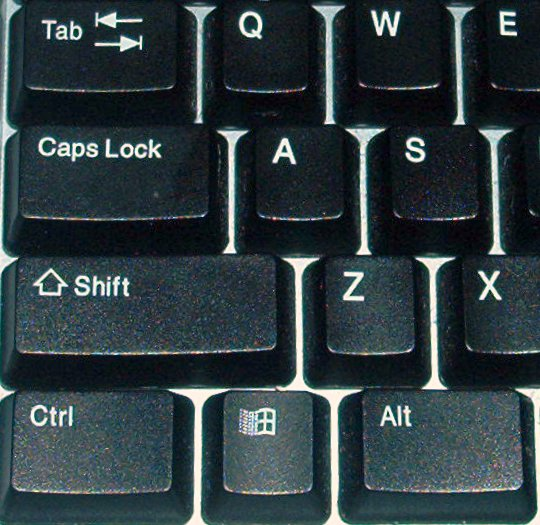
Shifttoets (links, tweede van onder)

Shift is een toets op het toetsenbord van een computer. De toets komt vanouds op schrijfmachines voor en heeft dan (op Nederlandse toetsenborden) vaak geen opschrift of het opschrift "hoofdletters"
Bij een schrijfmachine staan er twee lettertekens op elke typehamer. Bij het aanslaan van een toets raakt een van de lettertekens het papier. Wordt de shift-toets ingedrukt, dan beweegt de rol met het papier iets omhoog of zakt de kooi met de letterhamers. Het gevolg daarvan is dat het andere teken het papier raakt.
Wordt een letter getypt terwijl de shift-toets ingedrukt is, dan resulteert dat meestal in een hoofdletter. Andere toetsen kunnen, al of niet in combinatie met de shift-toets, twee leestekens (of een cijfer en een leesteken) produceren.
Bij een computer ontbreken de rol en de kooi, maar het gebruik van de toets is hetzelfde.
De shift-toets heeft twee toetsen.
De werking van het numerieke keypad wordt alleen beïnvloed als num lock "aan" is, de toetsen krijgen dan namelijk weer de functie van cursortoets.

## Toetsenbord
Op een IBM/Windows toetsenbord (QWERTY) zijn het twee toetsen rechts en links: